# CSU Asesoft Ploiești
CSU Asesoft Ploiești este cel mai titrat club românesc de baschet al ultimului deceniu. Patronul clubului este Sebastian Ghiță, unul dintre cei mai tineri miliardari din România. Președintele clubului este Ionuț Georgescu, iar managerul general, Alexandru Iacobescu. 

Logo-ul anterior

Clubul a fost înființat în 1998 și a promovat în Divizia A (baschet) în 2002. La prima prezență pe prima scenă a ocupat locul 4, câștigând apoi titlul de campioană în fiecare sezon.
CSU Asesoft Ploiești este deținătoarea a nouă titluri de Campioană a României și a șase cupe ale României (2003-2009). În anul 2005, echipa a câștigat și primul trofeu internațional FIBA Europe Cup, fiind singura echipă din România care a reușit o astfel de performanță.

## Istoric
Clubul CSU Asesoft a fost înființat în anul 1998. Fondatorii sunt mari iubitori de baschet și au dorit ca prin apariția acestei echipe să revoluționeze baschetul românesc. În primii ani, evoluția a fost constantă, primul obiectiv constând în familiarizarea cu situația acestui sport în România. După îndeplinirea acestui obiectiv, CSU Asesoft reușește în anul 2002, după prezența la turneul de calificare pentru Divizia A desfășurat la Brașov, să-și facă apariția pe prima scenă a baschetului din România.
Desfășurând o campanie de achiziții importante, clubul a reușit ca încă de la prima participare să impună respect echipelor de tradiție din campionat. Răbdarea și perseverența, de care au dat dovadă componenții echipei, pe parcursul sezonului competițional 2002-2003 a fost recompensată cu un meritoriu loc 4 în clasamentul final.
O dată cu obținerea acestei performanțe s-a luat decizia construirii unui club profesionist din toate punctele de vedere, având ca scop impunerea baschetului ploieștean atât pe plan național, cât și pe plan extern.
Lupta pentru construirea unui lot de jucători cât mai valoros a continuat, reușindu-se înscrierea sub numele clubului a nu mai puțin de 9 componenți ai lotului reprezentativ al României cât și a unui număr de trei jucători veniți din țara vecină, Serbia, cu o recunoscută tradiție în baschet. Acest Dream Team românesc a avut ca obiectiv în acest sezon câștigarea celor două trofee puse în joc pe plan național cât și un parcurs cât mai lung în competițiile europene. Dacă pe plan extern aventura a fost urmărită de ghinion, CSU Asesoft nereușind calificarea într-o fază superioară, pe plan național, situația a fost cu totul alta. Astfel, primul trofeu pus la bătaie de federația de baschet din România, Cupa României, a fost adjudecat în fața a 3000 de spectatori prezenți în Sala Sporturilor Olimpia din Ploiești, echipa învingând mai mult titrata Dinamo București într-o finală ce a demonstrat frumusețea acestui sport printr-un show total. 
Deși câștigarea Cupei României a reprezentat o mare realizare a baschetului ploieștean, lupta pentru câștigarea titlului era abia la început. Echipele care erau obișnuite să fie prezente în finala competiției au trebuit să se recunoască înfrânte și să facă loc proaspăt nou-afirmatei CSU Asesoft. West Petrom Arad, CSU Sibiu și RomPetrol București au fost obligate să-și schimbe atitudinea, întărirea loturilor fiind imperios necesară. Cu toate acestea, finala s-a disputat tot între cele două echipe pretendente la Cupa României, CSU Asesoft și Dinamo București.
După 4 meciuri din 5 posibile, conform sistemului play-off, CSU Asesoft își pune laurii de Campioană a României, pe teren propriu, în fața unui public în delir. Ultima partidă a constituit un marș triumfal, ridicând întrebarea "Unde se va opri CSU Asesoft Ploiești în sezonul următor?".
În sezonul competițional 2012-2013, ploieștenii izbutesc câștigarea unui nou titlu de campioană(4-2 la general cu BC Mureș),urmând ca în sezonul 2013-2014 să reprezinte România în Eurocup,a doua competiție ca valoare din Europa.
În sezonul 2013-2014, CSU Asesoft a revenit în sala Olimpia după două campionate câștigate la Brazi. Ploieștenii au jucat în Eurocup și au reușit 3 victorii în grupă, la Moscova, cu Khimky, apoi acasă și în deplasare cu Igokea Aleksandrovac. Asesoft a terminat sezonul cucerind al zecelea titlu din istorie.

## Lotul actual
Listă actualizată la data de 5 august 2013
- #10 Cătălin Burlacu - C (2,10 m)
- #24 Vlad Dumitrescu - G (1,90 m)
- #6 Levente Szijarto - G/F (1,92 m)
- #4Filip Adamovic - PG (1,87 m)
- #15 Ante Krapic - PF (2,03 m)
- #8Christopher Dunn - G (1,89 m)
- #12 Vlad Negoițescu - C (2,04 m)
- #44Adrian Guțoaia - G (1,94 m)
- #13 Alhaji Mohammed - G(1,92 m)
- #7Jermaine Flowers - F/G (1,95 m)
- #40 Bojan Popovic - G (1.90 m)
- # Andrei Ene - C (2,02 m)
- #25 Adrian Movileanu- F (1,95 m)
- # Ștefan Neagu - PG (1,86 m)
- #15 Gerald Raymond Lee Jr.- C (2,08 m)
- #21 Dragan Zekovic- F/C (2,10m)

## Numere retrase
- 1. 9-Antonio Alexe
  2. 14-Virgil Căruțașu
  3. 5 - Nikola Ilic

## Traiectoria competițională
| Competiții naționale | Competiții internaționale                |
| Liga Națională Campioni (11): 2004, 2005, 2006, 2007, 2008, 2009, 2010, 2012, 2013, 2014, 2015 Vicecampioni (1): 2011 Cupa României Finaliști (6): 2004, 2005, 2006, 2007, 2008, 2009 Supercupa României Câștigători: (1) 2014 | FIBA Europe Cup Câștigători (1): 2004–05 |

## Jucători emblematici
- Antonio Alexe
- Virgil Cărutașu
- Sasa Ocokoljić
- Nikola Bulatović
- Vladimir Arnautović
- Bojan Obradović
- Nikola Ilic
- Vladimir Kuzmanović
- Reggie Elliot
- Mike Jones
- Kevin Burleson
- Rashard Griffith
- Arvydas Cepulis
- Darius Hargrove
- Adrian Tudor(Blidaru)